# 디어리스트 (영화)
《디어리스트》(중국어: 亲爱的, 영어: Dearest)는 2016년 개봉한 중국, 홍콩의 드라마 영화이다. 감독은 진가신이다.
아동납치를 주제로 한 영화 디어리스트는 진가신 감독의 2016년에 한국에서 개봉된 중국, 홍콩의 드라마 영화로 자오웨이, 황보, 퉁다웨이, 하오레이 등이 출연했다. 각본은 장기이며 배급은 콘텐츠 판다이다. 이 영화는 중국 전역에서 유아 유괴범죄, 장기매매가 극에 달했던 2009년에 일어난 3살 남아 실종사건을 바탕으로 제작되었다.

## 줄거리
아내 루샤오주안(학뢰)과 이혼하고 아들 펭펭을 홀로 키우는 티안웬준(황보). 어느 날, 운영하던 PC방에서 일어난 싸움을 말리는 사이 친구들과 놀던 펭펭이 사라진다. 이혼한 아내와 함께 실종된 아들을 찾으러 전국을 돌아다닌지 수년이 지나 모든 것을 포기하려고 할 때, ‘실종 아동 찾기 모임’ 회원들과 함께 북쪽의 시골 마을에서 그들은 드디어 펭펭과 재회하게 된다. 그런데 아이는 친부모를 기억하지 못하고, 그를 유괴했던 남자의 아내 리홍친(조미)은 아이가 고아인 줄 알았다며 무죄를 주장한다. 게다가 펭펭뿐만 아니라, 함께 그곳에서 자란 여동생 양지팡도 납치된 아이라는 것이 밝혀진다. 아이를 낳은 부모 웬준과 부모의 마음으로 아이를 길러온 리홍친은 서로 아이를 두고 길고 외로운 싸움을 시작한다.

## 등장인물
- 리홍친 (자오웨이)
- 티안웬준 (황보)
- 가오샤 (퉁다웨이)
- 루샤오주안 (하오레이)
- (위아이레이)
- (장이)
- 특별출연 (장위치)

## 수상 내역
2015
- 16회 도쿄필름엑스(관객상)
- 24회 중국금계백화영화제(남우조연상)
- 34회 홍콩금상장영화제(여우주연상)